# إنديانابوليس 500 سنة 1985
سباق إنديانا بوليس -500 ميل 1985 أقيم في حلبة إنديانابوليس موتور سبيدواي في 26 مايو 1985 وفاز في السباق داني سوليفان من فريق بنسك راسينج بمتوسط سرعة 152.982 ميل/س (246.201 كم/س).
وكان أول المنطلقين بانشو كارتر بسرعة 212.583 ميل/س (342.119 كم/س).